# Audrey Wells
Audrey Wells (született Audrey Ann Lederer) (San Francisco, Kalifornia, 1960. április 29. – Santa Monica, Kalifornia, 2018. október 4.) amerikai forgatókönyvíró, filmrendező, producer.

## Filmjei
- Vonzások és állatságok (The Truth About Cats & Dogs) (1996, producer is)
- Az őserdő hőse (George of the Jungle) (1997)
- Guinevere (1999, filmrendező is)
- A kölyök (Disney's The Kid) (2000)
- Napsütötte Toszkána (Under the Tuscan Sun) (2003, rendező és producer is)
- Hölgyválasz (Shall We Dance?) (2004)
- Gyerekjáték (The Game Plan) (2007)
- Egy kutya négy élete (A Dog's Purpose) (2017)
- A gyűlölet, amit adtál (The Hate U Give) (2018)